# Нели и г-н Арно
„Нели и г-н Арно“ (на френски: Nelly et Monsieur Arnaud) е френско-италианско-германски филм от 1995 година, драма на режисьора Клод Соте по негов сценарий в съавторство с Жак Фиески.
В центъра на сюжета се отношенията между млада жена, преминаваща през житейска криза, и заможен възрастен мъж, който я наема като асистент при съставянето на негова мемоарна книга. Главните роли се изпълняват от Еманюел Беар, Мишел Серо, Жан-Юг Англад.
„Нели и г-н Арно“ печели награди „Сезар“ за най-добър актьор и режисьор (номиниран е в 9 други категории) и е номиниран за награда на БАФТА за чуждоезичен филм.